# Ильц (река)
Ильц (нем. Ilz, в верховьях также Гросе-Оэ или Шёнбергер-Оэ) — река в немецкой земле Бавария, левый приток Дуная, протекает по юго-восточной части Баварского леса. Длина реки — 63 км. Площадь водосборного бассейна — 850 км². Средний расход воды — 17 м³/с.

## География

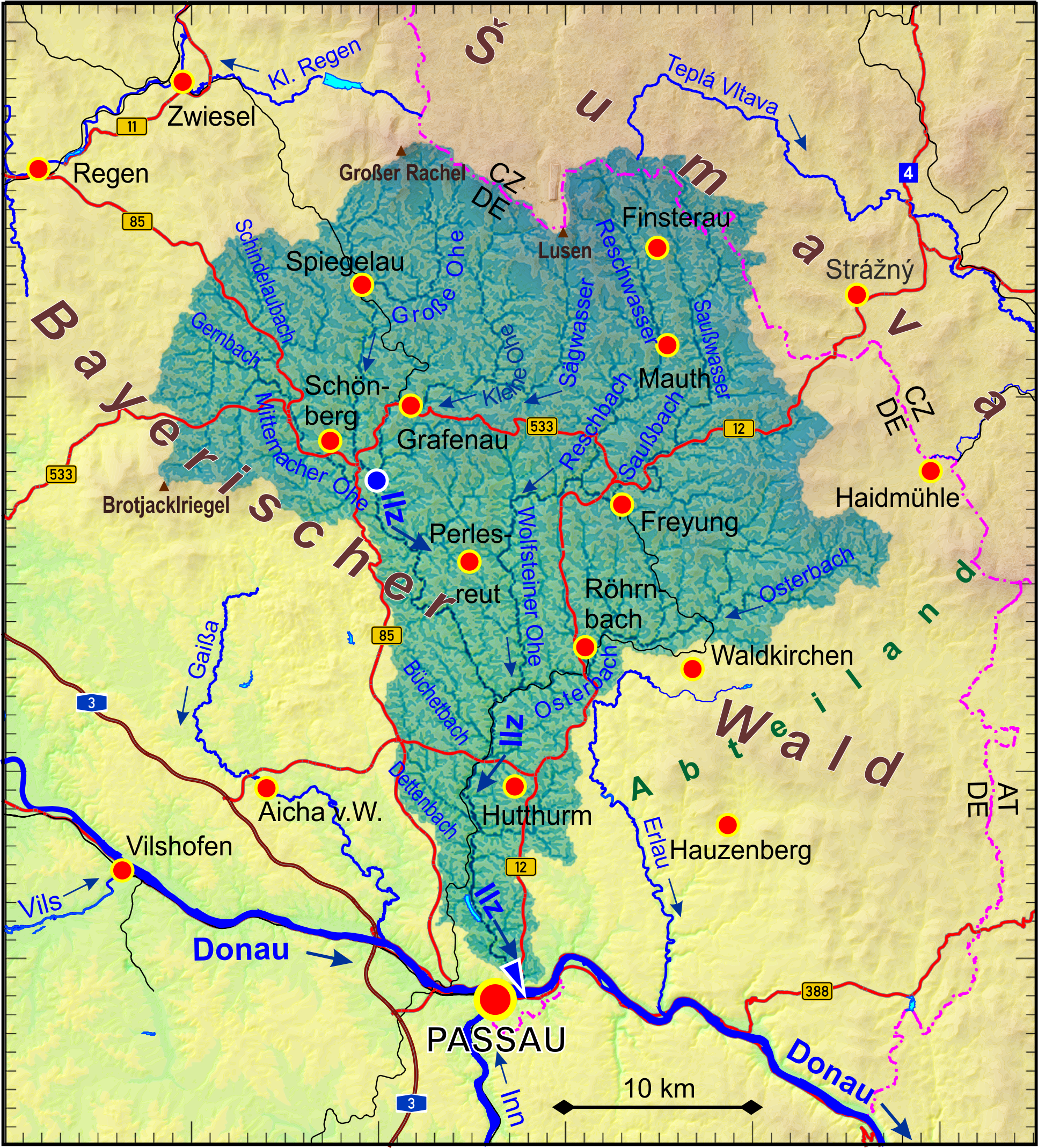
Бассейн реки Ильц

### Течение
Начинается на высоте 771 метр над уровнем моря при слиянии речек Зебах и Тиефе-Зейге. Течёт в общем южном направлении. Ильц впадает в Дунай в Пассау, чуть выше устья Инна на высоте 291 метр.

## Качество воды
Характерной чертой Ильца является его мягкая вода коричневатого или черноватого цвета. Поэтому реку также называют «черный Ильц» (нем. Schwarze Ilz) или «черная жемчужина Баварского леса» (нем. Schwarze Perle des Bayerischen Waldes).
На всём протяжении течения в реку попадает остаточное загрязнение от очистных сооружений и сельскохозяйственных стоков, что приводит к размножению микробов. В 1991 году по всей реке был введен запрет на купание, а в 1993 году была начата кампания Спасите Ильц.

## Водохранилища
Водохранилище Оберильцмюле к северу от Пассау имеет длину более 5 км. Коммунальные службы Пассау (нем. Stadtwerke Passau) закончили строительство гидроэлектростанции Оберильцмюле в 1955 году. У руин замка Хальс Ильц снова перекрыт плотиной электростанции Хальс и образовывает водохранилище длиной 1—1,5 км. В 1970-х годах планировалось построить еще одно водохранилище возле руин замка Дисенштайн в районе Зальденбург. После того, как в 1978 году около 40 000 граждан подписали петицию против этого, от этих планов отказались.

## Лесосплав

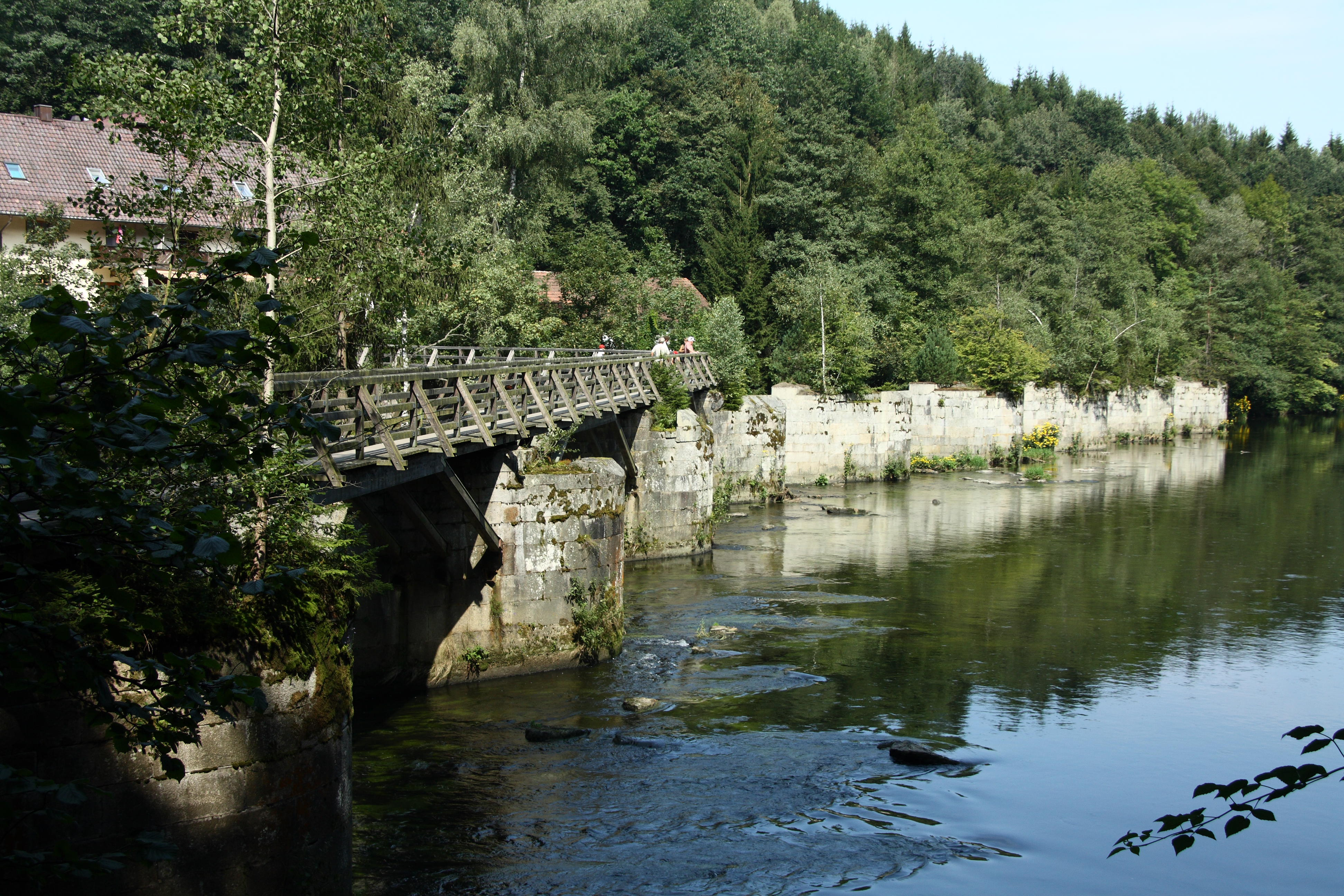
Заграждение для леса на Хальсе

Примерно с 1729 года началось расширение верхнего течения Ильца для сплава леса. В 1788 году князь-епископ издал исчерпывающий свод правил лесосплава. Сплав из внутренних районов Баварского леса до Пассау занимал около шести недель. Открытый в 1829 году около Хальса туннель длиной 115,5 м, шириной 3,2 м и высотой 2,3 м сократил длинный путь через петлю Ильца. Ежегодно сплавлялось до 100 000 кубометров леса. О сплаве леса напоминают большие лесопилки в Шнайдермюле, Шроттенбауммюле и Фишхаусе.

## Флора и фауна

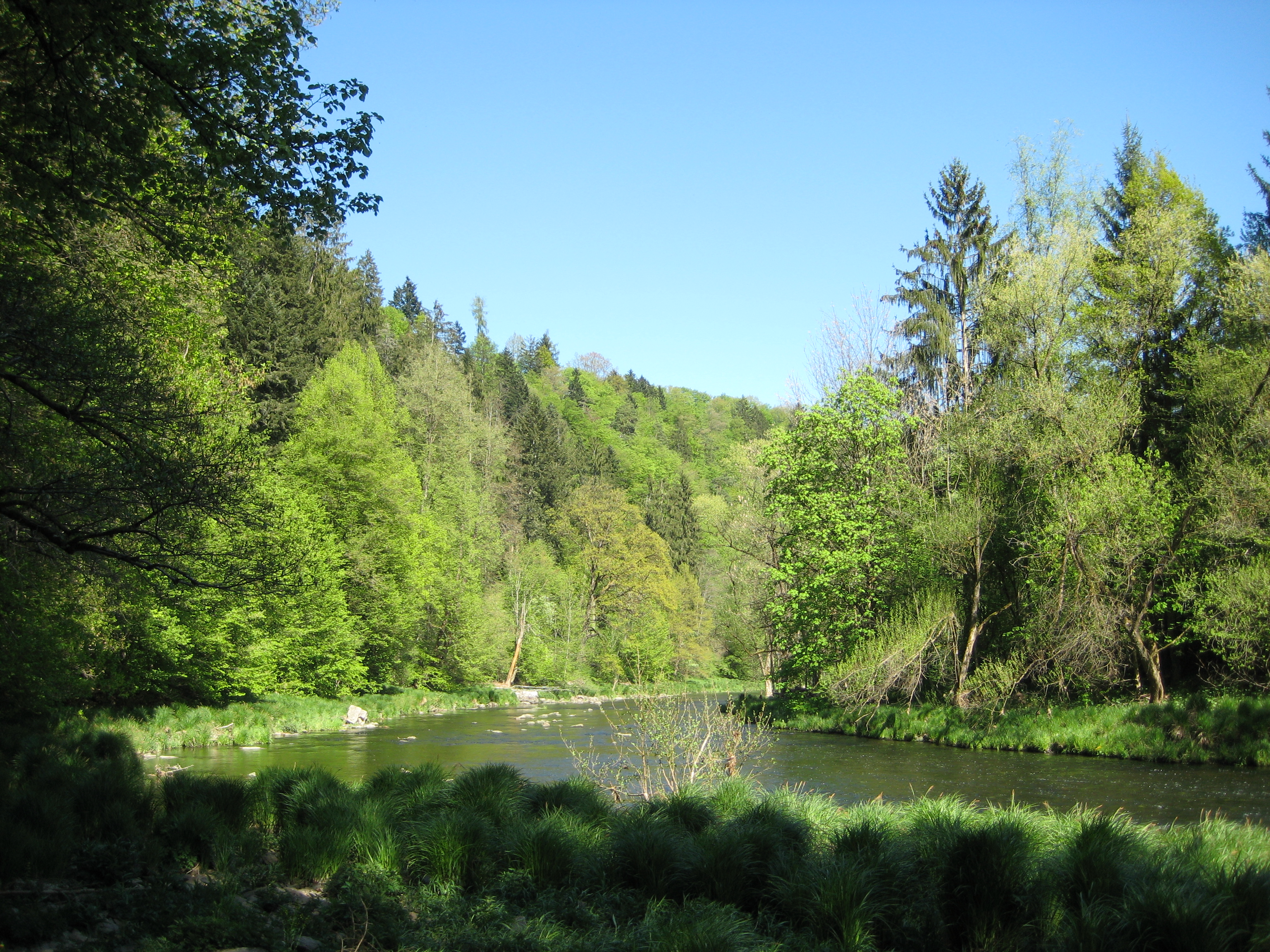
Петля Ильца у Хальса

По оценкам, в долине Ильца обитает более 20 000 различных видов животных. Речная жемчужница и речные раки встречаются в реке, но в районах, перекрытых дамбой, они отсутствуют. В Ильце обитают и более неприхотливые американские раки. «Королём Ильца» называют дунайского лосося, небольшое количество особей которого всё ещё водится в реке. Зимородок и оляпка до сих пор высиживают птенцов на берегах реки. Обыкновенный перевозчик тоже гнездится в долине Ильца. Красотка блестящая изредка встречается в нижнем течении.
Помимо большого количества низших растений, на Ильце растет более 400 различных сосудистых растений. Одним из самых редких растений на Ильце является молочай вида Euphorbia villosa, другими характерными растениями являются ирис сибирский, Iris sambucina (у руин замка Хальс), колокольчик жестковолосый, колокольчик сборный, гладыш прусский, белокрыльник, горечавка лёгочная, водокрас лягушачий, пузырчатка южная, страусник обыкновенный, вероника длиннолистная, водосбор обыкновенный, печёночница благородная, белозор болотный, борец пёстрый и неотинея обожжённая.

## Охраняемые территории
На месте планировавшегося водохранилища у Диссенштайна в 1981 году был создан заповедник Ильц-ам-Диссенштайн, который в 1991 году был переименован в «Верхний Ильц» (нем. Obere Ilz). Его площадь составляет 380 га. Еще один заповедник — нем. Halser Ilzschleifen, площадью 91,5 гектаров — был создан в 1993 году около Хальса. Уже в 1960 году участок реки от Фюрстенека до Пассау был объявлен «охранной территорией ландшафтной части долины Ильца в пределах города и района Пассау» площадью 1219,0 га.

## Водный спорт

### Каяки и каноэ
На некоторых участках реки в соответствии с правилами плавания по рекам Баварии (по состоянию на октябрь 2007 г.) каяки и каноэ могут использоваться в ограниченном объеме или запрещены круглый год.
В настоящее время действует круглогодичный запрет на греблю между автомобильным мостом Хальс и плотиной Хальс. С 1 мая по 30 июня запрещена гребля на участке Эттельмюле — устье Вольфштайнер-Оэ. На участке от Фюрта до Шроттенбауммюле в период с 1 июля по 30 апреля рекомендуется добровольно избегать занятия водным спортом.

### Рыбная ловля
На реке возможна рыбалка. Можно получить разрешение на рыбалку для участков возле Пассау, Фишхауса и Гренцбехляйн возле Дисенштайнер-Мюле. Кроме того, рыбу ловят на притоках Ильца, на озерах и в водохранилищах.
Главной целью ловли является лосось, но из-за редкости на его ловлю существуют жёсткие ограничения. Кроме него, также ловят леща, линя, голавля, подуста, микижу, хариуса и сига.

## Туризм

### Велосипедные дорожки
Велосипедный маршрут Donau-Ilz-Radweg длиной в 53 км ведёт из Нидеральтайх (расположенный на Дунае) через Хенгерсберг, Иггенсбах, Шёльнах, Эгинг-ам-Зе в Кальтенэкк. Частично маршрут совпадает с путём старой железнодорожной линии. Туристические велосипедные дорожки также ведут из Кальтенэкка в Рёрнбах (10 км) и Пассау (17 км). VCD, ADFC и Ilztalbahn совместно опубликовали карту с велосипедными маршрутами.

### Железнодорожный транспорт
По долине реки проложена железная дорога Ilztalbahn от Пассау до Фюрстенека.